# Architetture militari dell'Abruzzo
Questa lista di architetture militari dell'Abruzzo elenca castelli e torri dell'Abruzzo.
Mappa di tutte le coordinate: OpenStreetMap  · Bing (max 200) - Esporta: KML  · GeoRSS  · microformat  · RDF

## borgo fortificato
| immagine | Voce                               | descrizione                                                        | unità amministrativa in cui è situato | coordinate geografiche  | istanza di                 |
| -------- | ---------------------------------- | ------------------------------------------------------------------ | ------------------------------------- | ----------------------- | -------------------------- |
|          | Musellaro                          | borgo fortificato e frazione del comune italiano di Bolognano (PE) | Bolognano                             | 42.191243°N 13.95272°E  | borgo fortificato frazione |
|          | Borgo fortificato di Policorvo     | città fortificata italiana                                         | Carpineto Sinello                     | 42.025367°N 14.490009°E | borgo fortificato          |
|          | Borgo fortificato di Casalbordino  | città fortificata italiana                                         | Casalbordino                          | 42.150601°N 14.584802°E | borgo fortificato          |
|          | Borgo fortificato con torre        | borgo fortificato di Celenza sul Trigno                            | Celenza sul Trigno                    | 41.870164°N 14.581289°E | borgo fortificato          |
|          | Borgo fortificato di Monteodorisio | città fortificata italiana                                         | Monteodorisio                         | 42.086196°N 14.650975°E | borgo fortificato          |

## castello
| immagine | Voce                                    | descrizione                                                                | unità amministrativa in cui è situato | coordinate geografiche  | istanza di |
| -------- | --------------------------------------- | -------------------------------------------------------------------------- | ------------------------------------- | ----------------------- | ---------- |
|          | castello di Alfedena                    | castello nel comune italiano di Alfedena (AQ)                              | Alfedena                              | 41.735185°N 14.032389°E | castello   |
|          | castello normanno                       | castello nel comune italiano di Anversa degli Abruzzi (AQ)                 | Anversa degli Abruzzi                 | 41.994038°N 13.802572°E | castello   |
|          | palazzo baronale di Archi               | castello nel comune italiano di Archi (CH)                                 | Archi                                 | 42.09145°N 14.38097°E   | castello   |
|          | Castello Orsini-Colonna                 | castello nel comune italiano di Avezzano                                   | Avezzano                              | 42.027591°N 13.425926°E | castello   |
|          | Castello Piccolomini (Balsorano)        | castello nel comune italiano di Balsorano (AQ)                             | Balsorano                             | 41.8006°N 13.5739°E     | castello   |
|          | castello di Barisciano                  | castello nel comune italiano di Barisciano (AQ)                            | Barisciano                            | 42.3254°N 13.6°E        | castello   |
|          | Castello Mediceo di Bussi sul Tirino    | castello nel comune italiano di Bussi sul Tirino (PE)                      | Bussi sul Tirino                      | 42.211467°N 13.829436°E | castello   |
|          | Castello Piccolomini (Capestrano)       | castello nel comune italiano di Capestrano (AQ)                            | Capestrano                            | 42.268°N 13.7693°E      | castello   |
|          | castello di Bominaco                    | castello nel comune italiano di Caporciano (AQ)                            | Caporciano                            | 42.2457°N 13.6603°E     | castello   |
|          | castello ducale di Carpineto Sinello    | castello nel comune italiano di Carpineto Sinello (CH)                     | Carpineto Sinello                     | 42.010244°N 14.503253°E | castello   |
|          | castello di Carsoli                     | castello nel comune italiano di Carsoli (AQ)                               | Carsoli                               | 42.101294°N 13.087842°E | castello   |
|          | castello ducale di Casoli               | castello nel comune italiano di Casoli (CH)                                | Casoli                                | 42.118824°N 14.292379°E | castello   |
|          | Castelfraiano                           | edificio fortificato nel comune italiano di Castiglione Messer Marino (CH) | Castiglione Messer Marino             | 41.885511°N 14.408939°E | castello   |
|          | Castello Piccolomini                    | castello nel comune italiano di Celano (AQ)                                | Celano                                | 42.0846°N 13.5453°E     | castello   |
|          | castello Baglioni                       | castello nel comune italiano di Civitella Messer Raimondo (CH)             | Civitella Messer Raimondo             | 42.088265°N 14.216453°E | castello   |
|          | Castello ducale                         | castello nel comune italiano di Crecchio (CH)                              | Crecchio                              | 42.296644°N 14.326572°E | castello   |
|          | castello di Fossa                       | castello nel comune italiano di Fossa (AQ)                                 | Fossa                                 | 42.2931°N 13.4869°E     | castello   |
|          | castello di Gagliano Aterno             | castello nel comune italiano di Gagliano Aterno (AQ)                       | Gagliano Aterno                       | 42.126958°N 13.699047°E | castello   |
|          | castello di Gamberale                   | castello nel comune italiano di Gamberale (CH)                             | Gamberale                             | 41.904458°N 14.210256°E | castello   |
|          | Forte spagnolo                          | edificio fortificato dell'Aquila                                           | L'Aquila                              | 42.353969°N 13.40479°E  | castello   |
|          | Vasto                                   | castello dell'Aquila                                                       | L'Aquila                              | 42.442291°N 13.429045°E | castello   |
|          | castello Chiola-Caracciolo              | castello nel comune italiano di Loreto Aprutino (PE)                       | Loreto Aprutino                       | 42.433919°N 13.985873°E | castello   |
|          | Castello Orsini (Massa d'Albe)          | castello nel comune italiano di Massa d'Albe (AQ)                          | Massa d'Albe                          | 42.084233°N 13.412481°E | castello   |
|          | Castello Franceschelli                  | castello nel comune italiano di Montazzoli (CH)                            | Montazzoli                            | 41.949531°N 14.42926°E  | castello   |
|          | castello di Monteodorisio               | castello nel comune italiano di Monteodorisio (CH)                         | Monteodorisio                         | 42.086197°N 14.650831°E | castello   |
|          | castello De Sterlich-Aliprandi          | castello nel comune italiano di Nocciano (PE)                              | Nocciano                              | 42.333257°N 13.983384°E | castello   |
|          | castello di Ocre                        | castello nel comune italiano di Ocre (AQ)                                  | Ocre                                  | 42.2917°N 13.4829°E     | castello   |
|          | castello di Oricola                     | castello nel comune italiano di Oricola (AQ)                               | Oricola                               | 42.049611°N 13.039194°E | castello   |
|          | castello aragonese                      | castello nel comune italiano di Ortona (CH)                                | Ortona                                | 42.35851°N 14.405824°E  | castello   |
|          | castello di Ortona dei Marsi            | castello nel comune italiano di Ortona dei Marsi (AQ)                      | Ortona dei Marsi                      | 41.999058°N 13.724964°E | castello   |
|          | Castello Piccolomini                    | castello nel comune italiano di Ortucchio (AQ)                             | Ortucchio                             | 41.955197°N 13.643736°E | castello   |
|          | castello Caldora (Pacentro)             | castello nel comune italiano di Pacentro (AQ)                              | Pacentro                              | 42.051643°N 13.995472°E | castello   |
|          | castello ducale di Palena               | castello nel comune italiano di Palena (CH)                                | Palena                                | 41.985054°N 14.139296°E | castello   |
|          | castello marchesale                     | castello nel comune italiano di Palmoli (CH)                               | Palmoli                               | 41.9388°N 14.581°E      | castello   |
|          | castello di Pereto                      | castello nel comune italiano di Pereto (AQ)                                | Pereto                                | 42.059889°N 13.1025°E   | castello   |
|          | Castello di Pescasseroli                | castello nel comune italiano di Pescasseroli (AQ)                          | Pescasseroli                          | 41.800278°N 13.783889°E | castello   |
|          | Castello Cantelmo (Pettorano sul Gizio) | castello nel comune italiano di Pettorano sul Gizio (AQ)                   | Pettorano sul Gizio                   | 41.971561°N 13.961053°E | castello   |
|          | castello ducale Cantelmo                | castello nel comune italiano di Popoli Terme (PE)                          | Popoli Terme                          | 42.173178°N 13.838636°E | castello   |
|          | Castel Camponeschi                      | castello nel comune italiano di Prata d'Ansidonia (AQ)                     | Prata d'Ansidonia                     | 42.270039°N 13.618403°E | castello   |
|          | Castello De Sanctis                     | castello nel comune italiano di Roccacasale (AQ)                           | Roccacasale                           | 42.125806°N 13.886194°E | castello   |
|          | castello di Roccascalegna               | castello nel comune italiano di Roccascalegna (CH)                         | Roccascalegna                         | 42.0625°N 14.304722°E   | castello   |
|          | Torre e Palazzo De Felice               | edificio fortificato di Rosciano                                           | Rosciano                              | 42.321057°N 14.043433°E | castello   |
|          | castello di Salle                       | castello nel comune italiano di Salle (PE)                                 | Salle                                 | 42.166755°N 13.958693°E | castello   |
|          | castello di San Pio delle Camere        | castello nel comune italiano di San Pio delle Camere (AQ)                  | San Pio delle Camere                  | 42.2872°N 13.66°E       | castello   |
|          | Castello Piccolomini (Morrea)           | castello nel comune italiano di San Vincenzo Valle Roveto (AQ)             | San Vincenzo Valle Roveto             | 41.853028°N 13.512667°E | castello   |
|          | castello di Sant'Eusanio Forconese      | castello nel comune italiano di Sant'Eusanio Forconese (AQ)                | Sant'Eusanio Forconese                | 42.2939°N 13.5209°E     | castello   |
|          | Castel Menardo                          | castello nel comune italiano di Serramonacesca (PE)                        | Serramonacesca                        | 42.240219°N 14.086169°E | castello   |
|          | Castello di Tagliacozzo                 | castello nel comune italiano di Tagliacozzo (AQ)                           | Tagliacozzo                           | 42.0675°N 13.244722°E   | castello   |
|          | castello Caracciolo                     | castello nel comune italiano di Tocco da Casauria (PE)                     | Tocco da Casauria                     | 42.213331°N 13.911969°E | castello   |
|          | Castello Gizzi                          | castello nel comune italiano di Torre de' Passeri (PE)                     | Torre de' Passeri                     | 42.243647°N 13.926939°E | castello   |
|          | Castel Manfrino                         | castello nel comune italiano di Valle Castellana (TE)                      | Valle Castellana                      | 42.747564°N 13.589615°E | castello   |
|          | Castello Caldoresco                     | castello nel comune italiano di Vasto (CH)                                 | Vasto                                 | 42.111991°N 14.708121°E | castello   |

## faro
| immagine | Voce                | descrizione   | unità amministrativa in cui è situato | coordinate geografiche  | istanza di |
| -------- | ------------------- | ------------- | ------------------------------------- | ----------------------- | ---------- |
|          | Faro di Punta Penna | faro di Vasto | Vasto                                 | 42.171086°N 14.714578°E | faro       |

## fortezza
| immagine | Voce                             | descrizione                                               | unità amministrativa in cui è situato | coordinate geografiche  | istanza di |
| -------- | -------------------------------- | --------------------------------------------------------- | ------------------------------------- | ----------------------- | ---------- |
|          | Fortezza di Civitella del Tronto | fortezza nel comune italiano di Civitella del Tronto (TE) | Civitella del Tronto                  | 42.773091°N 13.666923°E | fortezza   |

## frazione
| immagine | Voce    | descrizione                           | unità amministrativa in cui è situato | coordinate geografiche | istanza di                                |
| -------- | ------- | ------------------------------------- | ------------------------------------- | ---------------------- | ----------------------------------------- |
|          | Faraone | borgo fortificato e frazione italiana | Sant'Egidio alla Vibrata              | 42.8047°N 13.6808°E    | frazione città fantasma borgo fortificato |

## mura cittadine
| immagine | Voce             | descrizione                      | unità amministrativa in cui è situato | coordinate geografiche  | istanza di     |
| -------- | ---------------- | -------------------------------- | ------------------------------------- | ----------------------- | -------------- |
|          | mura dell'Aquila | mura difensive città dell'Aquila | L'Aquila                              | 42.355823°N 13.388967°E | mura cittadine |

## porta cittadina
| immagine | Voce                   | descrizione                           | unità amministrativa in cui è situato | coordinate geografiche  | istanza di      |
| -------- | ---------------------- | ------------------------------------- | ------------------------------------- | ----------------------- | --------------- |
|          | Porta Santa Margherita | porta cittadina di Atessa             | Atessa                                | 42.069345°N 14.441717°E | porta cittadina |
|          | Porta di San Michele   | porta cittadina di Atessa             | Atessa                                | 42.066791°N 14.446796°E | porta cittadina |
|          | Porta Barete           | porta della cinta muraria dell'Aquila | L'Aquila                              | 42.355823°N 13.388967°E | porta cittadina |
|          | Porta Bazzano          | porta della cinta muraria dell'Aquila | L'Aquila                              | 42.346649°N 13.401198°E | porta cittadina |

## rocca
| immagine | Voce                       | descrizione                                             | unità amministrativa in cui è situato | coordinate geografiche  | istanza di |
| -------- | -------------------------- | ------------------------------------------------------- | ------------------------------------- | ----------------------- | ---------- |
|          | Castello di Rocca Calascio | castello nel comune italiano di Calascio (AQ)           | Rocca Calascio                        | 42.328967°N 13.688944°E | rocca      |
|          | Rocca Orsini               | castello nel comune italiano di Scurcola Marsicana (AQ) | Scurcola Marsicana                    | 42.0669°N 13.3413°E     | rocca      |
|          | Rocca di Villalago         | rocca nel comune italiano di Villalago (AQ)             | Villalago                             | 41.936473°N 13.836518°E | rocca      |

## torre
| immagine | Voce                        | descrizione                         | unità amministrativa in cui è situato | coordinate geografiche  | istanza di       |
| -------- | --------------------------- | ----------------------------------- | ------------------------------------- | ----------------------- | ---------------- |
|          | Torre di Aielli             | torre di Aielli, Italia             | Aielli                                | 42.0831°N 13.5918°E     | torre            |
|          | Torre della Fara            | torre di Celenza sul Trigno         | Celenza sul Trigno                    | 41.884047°N 14.607494°E | torre            |
|          | Torre di Montegualtieri     | torre di Cermignano                 | Cermignano                            | 42.615735°N 13.82135°E  | torre            |
|          | Dongione di Introdacqua     | edificio fortificato di Introdacqua | Introdacqua                           | 42.006264°N 13.896807°E | torre            |
|          | Torri Montanare             | torri di Lanciano                   | Lanciano                              | 42.229003°N 14.385747°E | torre auditorium |
|          | Torre Piccolomini (Pescina) | torre di Pescina, Italia            | Pescina                               | 42.028022°N 13.666828°E | torre            |
|          | Torre Bruciata              | torre di Teramo                     | Teramo                                | 42.658772°N 13.705572°E | torre            |
|          | Torre Febonio               | torre di Trasacco, Italia           | Trasacco                              | 41.958806°N 13.539972°E | torre            |
|          | Torre Bassano               | torre di Vasto                      | Vasto                                 | 42.110932°N 14.708323°E | torre            |

## torre costiera
| immagine | Voce                  | descrizione                      | unità amministrativa in cui è situato | coordinate geografiche  | istanza di     |
| -------- | --------------------- | -------------------------------- | ------------------------------------- | ----------------------- | -------------- |
|          | Torre della Vibrata   | torre costiera di Alba Adriatica | Alba Adriatica                        | 42.836502°N 13.924184°E | torre costiera |
|          | Torre del Salinello   | torre costiera di Giulianova     | Giulianova                            | 42.763067°N 13.957781°E | torre costiera |
|          | Torre di Martinsicuro | torre costiera a Martinsicuro    | Martinsicuro                          | 42.889938°N 13.898821°E | torre costiera |
|          | Torre di Cerrano      | torre costiera di Pineto         | Pineto                                | 42.585°N 14.089444°E    | torre costiera |
|          | Torre del Trigno      | torre costiera di San Salvo      | San Salvo                             |                         | torre costiera |
|          | Torre di Punta Penna  | torre costiera di Vasto          | Vasto                                 | 42.17352°N 14.714762°E  | torre costiera |